# NGC 5626
NGC 5626 este o galaxie lenticulară situată în constelația Hidra. A fost descoperită în 30 martie 1835 de către John Herschel. Se află la o distanță de 99,44 de megaparseci de Pământ.